# بولين غرابوش
بولين صوفي غرابوش (من مواليد 14 يناير 1998) هي لاعبة راكبة دراجات ألمانية في سباق السرعة مثلت ألمانيا في المسابقات الدولية. فازت بالميدالية الفضية في بطولة يو إي سي الأوروبية للمضمار 2016 في تجربة 500 متر، حصلت على جائزة أفضل رياضي ناشئ للعام من قبل الاتحاد الألماني للدراجات (2016). تم اختياره كأفضل رياضي في فريق الناشئين للعام من قبل مؤسسة المساعدات الرياضية الألمانية، بالاشتراك مع زميلته في الفريق إيما هينز عام 2015. 
فازت بالميدالية البرونزية في سباق السرعة لفريق السيدات مع زميلتها في الفريق إيما هينز وليا فريدريش في حدث ركوب الدراجات على المضمار في دورة الألعاب الأولمبية الصيفية 2024 في باريس، فرنسا على مضمار سان كوينتين إن إيفلين الوطني، خلف الفريق بريطانيا العظمى ونيوزيلندا الذين صنعا التاريخ حيث لم سبق لهما الفوز بميدالية في حدث سباق السرعة لفرق السيدات.